# VESA Local Bus

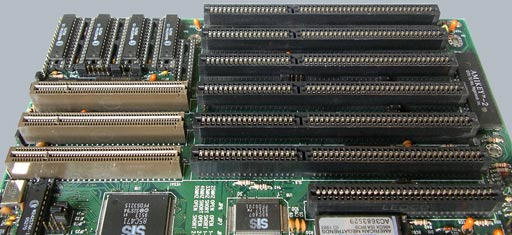
VLB en ISA slots (sleuven) op een moederbord

De VESA Local Bus (meestal afgekort tot VL-Bus of VLB) is een door de Video Electronics Standards Association gedefinieerde lokale bus, veelal gebruikt in personal computers die gebaseerd zijn op Intel's 80486 CPUs. VESA Local Bus werkt langszij de ISA bus; het trad op als een geleider voor hoge snelheden van verdeelde in- en uitvoer van het geheugen en de directe toegang tot het geheugen, terwijl de ISA bus interrupts en over poorten verdeelde in- en uitvoer afhandelt.
Een VLB-slot zelf was een uitbreiding van een bestaand ISA-slot.
Inderdaad konden zowel VLB- als ISA-kaarten in een VLB-slot gestoken worden (alhoewel niet tegelijkertijd). Het uitgebreide gedeelte was normaal met een herkenbaar bruin gekleurd. Dit maakte tevens de VLB kaarten erg lang, wat liet denken aan de uitbreidingskaarten in de oude dagen van de XT-computers. De toevoeging leek erg op een PCI-slot.
De VESA Local Bus werd ontworpen als tussentijdse oplossing voor het probleem van beperkte bandbreedte van de ISA-bus. VLB had diverse zwakheden die behoorlijk dienstdeden als een beperking voor de bruikbare levensduur ervan:
- 80486-afhankelijkheid. De VESA Local Bus leunde zwaar op het ontwerp van de geheugendoorvoer van de 80486. Toen de Pentium massale acceptatie verwierf rond 1995 waren er grote verschillen in diens bus-ontwerp en de VESA Local Bus was niet makkelijk aan te passen. Dit maakte tevens overzetting van de bus naar niet-Intel-architecturen zowat onmogelijk. Er zijn maar weinig Pentium moederborden met VLB slots geproduceerd.
- Beperkt aantal beschikbare slots (sleuven). De meeste PC's die de VESA Local Bus gebruikten hadden maar 1 of 2 slots beschikbaar, in plaats van de gebruikelijke 5 of 6 ISA-slots. Dit kwam doordat de VESA Local Bus, als directe afstammeling van de 80486-geheugendoorvoer, niet de elektrische mogelijkheid had om meer dan 1 of 2 (hooguit 3) kaarten tegelijk aan te sturen.
- Problemen met betrouwbaarheid. Diezelfde elektrische problemen die VESA Local Bus beperkten tot 2 of 3 slots, beperkten tevens de betrouwbaarheid. Fricties en uitschieters tussen kaarten waren standaard, specifiek op moederborden van mindere kwaliteit en wanneer belangrijke apparaten, zoals harde schijf-controllers, aangesloten waren op de bus, was massieve data-corruptie maar al te graag mogelijk.
- Installatiemoeilijkheden. De lengte van het slot en het aantal pinnen maakte VLB-kaarten beruchtmakend moeilijk om te installeren en te verwijderen. De krachtsinspanning die hiervoor nodig was, drukte zwaar op de kaart en het moederbord en dit leidde soms tot breuken. Dit werd opgesomd met de uitgebreide lengte van de printplaat van de kaart; meestal was er niet genoeg ruimte in de pc-behuizing om de kaart in een goede hoek in het slot te plaatsen, waardoor het nodig was om met veel kracht het rechtstreeks boven op het slot te plaatsen.

De VESA Local Bus was, ondanks deze problemen, gemeengoed onder de 486-moederborden. De meeste 486-gebaseerde systemen hadden een VLB grafische kaart, alhoewel de eerste 486-systemen nooit VLB-slots hadden, omdat VLB jaren na de introductie van de 486-processor debuteerde.
Tot aan 1996 heeft de Pentium (aangestuurd door architectuur van Intel's Triton-chipset en PCI), de 80486-markt, tezamen met de VESA Local Bus, uiteindelijk verdrongen. Veel van de laatste 80486-moederborden die gemaakt zijn, hadden PCI-slots als extra boven op (of als gehele vervanging van) VLB-slots.

## Technische gegevens
| Bus breedte    | 32 bits |
| Compatibel met | VLB |
| Pinnen         | 112 |
| Vcc            | +5V |
| Kloksnelheden  | 486SX-25: 25 MHz 486DX-33: 33 MHz 486DX2-66: 33 MHz 486DX4-100: 33 MHz 486DX-40: 40 MHz 486DX2-80: 40 MHz 486DX4-120: 40 MHz 486DX-50: 50 MHz (out of specification) |

## Humor
De afkorting VLB werd voor de grap soms alternatief aangeduid met Very Long Bus vanwege de lengte van het slot en de lengte van de kaarten die erin pasten.